# Акчакая
Акчакая́ (Ахча-Кая, Акджакая) — бессточная впадина в северо-западной части пустыни Каракумы в Туркмении. Расположена южнее Сарыкамышской впадины.
Длина впадины около 50 км, а ширина 6 км, относительная глубина около 200 метров, а абсолютная, относительно уровня мирового океана — минус 81 метр.
Впадина впервые была исследована географом Э. М. Мурзаевым в 1935 году.